# Список Героев Советского Союза (Зенцов — Зюльковский)
В настоящем списке представлены в алфавитном порядке все Герои Советского Союза, чьи фамилии начинаются с буквы «З» (всего 352 человека, из них двое удостоены звания дважды). Список содержит даты Указов Президиума Верховного Совета СССР о присвоении звания, информацию о роде войск, должности и воинском звании Героев на дату представления к присвоению звания Героя Советского Союза, годах их жизни.
Ударения в фамилиях Героев приведены по книге «Герои Советского Союза: Краткий биографический словарь / Пред. ред. коллегии И. Н. Шкадов. — М.: Воениздат, 1987. — Т. 1 /Абаев — Любичев/. — 911 с. — 100 000 экз. — ISBN отс., Рег. № в РКП 87-95382.».
- Персиковым цветом  в таблице выделены Герои, удостоенные звания дважды и более раз.
- Серым цветом  в таблице выделены Герои, представленные к званию посмертно.

| Навигационная таблица | Навигационная таблица                     |
| --------------------- | ----------------------------------------- |
| «З»                   | Забагонский Семён — Западинский Александр |
| «З»                   | Запорожан Игорь — Зенковский Аркадий      |
| «З»                   | Зенцов Владимир — Зюльковский Василий     |

| № п/п | Фамилия Имя Отчество                                                          | Дата Указа | Род войск    | Должность | Звание                     | Годы жизни              | БС ГС НЛ                        |
| ----- | ----------------------------------------------------------------------------- | ---------- | ------------ | --- | -------------------------- | ----------------------- | ------------------------------- |
| 233   | Зенцо́в Владимир Васильевич                                                    | 25.07.1958 | авиация      | лётчик-испытатель Научно-испытательного полигона № 4 | подполковник               | 01.05.1921 — 31.01.1995 | ——                              |
| 234   | Зенько́ва Ефросинья Савельевна бел. Зянькова Ефрасіння Савельеўна              | 01.07.1958 | партизан     | активная участница партизанской борьбы в Белоруссии, секретарь Обольской подпольной комсомольской организации «Юные мстители» | —                          | 22.12.1923 — 19.04.1984 | ——                              |
| 235   | Зерни́н Сергей Матвеевич                                                       | 19.04.1945 | артиллерия   | командир орудия 227-го артиллерийского полка 70-й стрелковой дивизии 43-й армии 3-го Белорусского фронта | сержант                    | 30.10.1912 — 18.01.1989 | [ БС 1 ] [ ГС 3 ] [ НЛ 1 ]      |
| 236   | Зианги́ров Мухамед Султангирович тат. Җиһангиров Мөхәммәт Солтангәрәй улы      | 19.03.1944 | пехота       | автоматчик 198-го отдельного заградительного отряда 6-й армии Юго-Западного фронта | ефрейтор                   | 1923 — 30.09.1943       | [ БС 1 ] [ ГС 4 ] [ НЛ 2 ]      |
| 237   | Зи́боров Василий Михайлович                                                    | 18.08.1945 | авиация      | заместитель командира эскадрильи 72-го гвардейского истребительного авиационного полка 5-й гвардейской истребительной авиационной дивизии 11-го истребительного авиационного корпуса 3-й воздушной армии 1-го Прибалтийского фронта      | гвардии старший лейтенант  | 19.04.1923 — 18.01.1999 | [ БС 2 ] [ ГС 5 ] [ НЛ 3 ]      |
| 238   | Зибро́в Иван Никифорович                                                       | 17.10.1943 | связисты     | командир отделения роты связи 574-го стрелкового полка 121-й стрелковой дивизии 60-й армии Центрального фронта | сержант                    | 27.10.1917 — 21.11.2002 | [ БС 3 ] [ ГС 6 ] [ НЛ 4 ]      |
| 239   | Зигуне́нко Илья Ефимович                                                       | 24.03.1945 | пехота       | стрелок 1-го стрелкового полка 99-й стрелковой дивизии 46-й армии 2-го Украинского фронта | красноармеец               | 1926 — 27.03.1945       | [ БС 3 ] [ ГС 7 ] [ НЛ 5 ]      |
| 240   | Зике́ев Виктор Сергеевич                                                       | 10.04.1945 | артиллерия   | командир батареи 504-го пушечного артиллерийского полка 200-й лёгкой артиллерийской бригады 4-й танковой армии 1-го Украинского фронта                                                                                                   | капитан                    | 01.10.1921 — 05.02.1987 | [ БС 3 ] [ ГС 8 ] [ НЛ 6 ]      |
| 241   | Зикра́н Евгений Андреевич                                                      | 24.03.1945 | артиллерия   | командир огневого взвода 992-го истребительно-противотанкового артиллерийского полка 39-й истребительно-противотанковой артиллерийской бригады РГК в составе 6-й гвардейской армии 1-го Прибалтийского фронта                            | лейтенант                  | 18.03.1923 — 17.09.1944 | [ БС 3 ] [ ГС 9 ] [ НЛ 7 ]      |
| 242   | Зима́ Иван Павлович                                                            | 29.10.1943 | пехота       | начальник 2-го отделения штаба 42-й гвардейской стрелковой дивизии 40-й армии Воронежского фронта | гвардии майор              | 18.08.1914 — 05.12.1979 | [ БС 3 ] [ ГС 10 ] [ НЛ 8 ]     |
| 243   | Зимако́в Иван Петрович                                                         | 24.03.1945 | артиллерия   | командир дивизиона 29-го гвардейского артиллерийского полка 10-й гвардейской стрелковой дивизии 14-й армии Карельского фронта | гвардии майор              | 25.03.1908 — 18.10.1944 | [ БС 3 ] [ ГС 11 ] [ НЛ 9 ]     |
| 244   | Зими́н Виктор Петрович                                                         | 24.03.1945 | инженер      | командир отделения разведки 203-го отдельного инженерно-сапёрного батальона 32-й инженерно-сапёрной бригады 39-й армии 3-го Белорусского фронта                                                                                          | старшина                   | 18.01.1917 — 12.02.1945 | [ БС 4 ] [ ГС 12 ] [ НЛ 10 ]    |
| 245   | Зими́н Георгий Васильевич                                                      | 28.09.1943 | авиация      | командир 240-й истребительной авиационной дивизии 3-й воздушной армии Калининского фронта | полковник                  | 06.05.1912 — 29.03.1997 | [ БС 5 ] [ ГС 13 ] [ НЛ 11 ]    |
| 246   | Зими́н Евгений Дмитриевич                                                      | 22.07.1944 | пехота       | командир отделения 52-й гвардейской отдельной разведывательной роты 51-й гвардейской стрелковой дивизии 6-й гвардейской армии 1-го Прибалтийского фронта                                                                                 | гвардии старшина           | 11.10.1923 — 08.05.1975 | [ БС 5 ] [ ГС 14 ] [ НЛ 12 ]    |
| 247   | Зими́н Сергей Григорьевич                                                      | 18.05.1943 | пехота       | командир отделения 78-го гвардейского стрелкового полка 25-й гвардейской стрелковой дивизии 6-й армии Юго-Западного фронта | гвардии старшина           | 1917 — 05.03.1943       | [ БС 5 ] [ ГС 15 ] [ НЛ 13 ]    |
| 248   | Зими́н Яков Степанович                                                         | 24.03.1945 | артиллерия   | командир орудия 232-го истребительно-противотанкового артиллерийского полка 36-й истребительно-противотанковой артиллерийской бригады РГК в составе 6-й гвардейской армии 1-го Прибалтийского фронта                                     | старшина                   | 22.03.1908 — 29.08.1974 | [ БС 5 ] [ ГС 16 ] [ НЛ 14 ]    |
| 249   | Зимня́гин Василий Кузьмич                                                      | 29.06.1945 | артиллерия   | командир батареи 1186-го армейского истребительно-противотанкового артиллерийского полка 1-й ударной армии 2-го Прибалтийского фронта | капитан                    | 01.01.1913 — 05.01.1945 | [ БС 5 ] [ ГС 17 ] [ НЛ 15 ]    |
| 250   | Зинде́льс Абрам Моисеевич ивр. אברהם מויסייביץ זינדלס‎                          | 01.11.1943 | пехота       | командир взвода 690-го стрелкового полка 126-й стрелковой дивизии 51-й армии Южного фронта | младший лейтенант          | 1915 — 20.10.1943       | [ БС 5 ] [ ГС 18 ] [ НЛ 16 ]    |
| 251   | Зине́нко Иван Гордеевич укр. Зиненко Іван Гордійович                           | 01.07.1944 | артиллерия   | командир орудия 760-го истребительно-противотанкового артиллерийского полка 2-й ударной армии Ленинградского фронта | сержант                    | 22.07.1921 — 25.04.1968 | [ БС 6 ] [ ГС 19 ] [ НЛ 17 ]    |
| 252   | Зини́н Андрей Филиппович                                                       | 07.04.1940 | танкист      | командир взвода 377-го танкового батальона 97-й стрелковой дивизии Северо-Западного фронта | старшина                   | 28.10.1915 — 07.04.1983 | [ БС 7 ] [ ГС 20 ] [ НЛ 18 ]    |
| 253   | Зинну́ров Набиулла Шафигович тат. Зиннуров Нәбиулла Шәфикъ улы                 | 10.01.1944 | комиссар     | комсорг батальона 615-го стрелкового полка 167-й стрелковой дивизии 38-й армии 1-го Украинского фронта | младший лейтенант          | 20.05.1922 — 28.09.1955 | [ БС 7 ] [ ГС 21 ] [ НЛ 19 ]    |
| 254   | Зи́нов Николай Владимирович                                                    | 17.10.1943 | пехота       | командир пулемётного отделения 574-го стрелкового полка 121-й стрелковой дивизии 60-й армии Центрального фронта | сержант                    | 14.09.1924 — 01.07.1999 | [ БС 7 ] [ ГС 22 ] [ НЛ 20 ]    |
| 255   | Зино́вьев Василий Иванович                                                     | 02.04.1944 | партизан     | активный участник партизанской борьбы в Ленинградской области, командир партизанского отряда «Дружный» | —                          | 1909 — 18.01.1942       | [ БС 7 ] [ ГС 23 ] [ НЛ 21 ]    |
| 256   | Зино́вьев Иван Алексеевич                                                      | 13.11.1943 | пехота       | командир отделения 198-го гвардейского стрелкового полка 68-й гвардейской стрелковой дивизии 40-й армии Воронежского фронта | гвардии сержант            | 10.09.1924 — 09.10.1943 | [ БС 7 ] [ ГС 24 ] [ НЛ 22 ]    |
| 257   | Зино́вьев Иван Дмитриевич                                                      | 26.04.1940 | пограничник  | командир роты 4-го пограничного полка Главного управления пограничных войск НКВД СССР | капитан                    | 17.01.1905 — 1942       | ——                              |
| 258   | Зино́вьев Иван Иванович                                                        | 27.06.1945 | авиация      | командир эскадрильи 108-го гвардейского штурмового авиационного полка 6-й гвардейской штурмовой авиационной дивизии 2-го гвардейского штурмового авиационного корпуса 2-й воздушной армии 1-го Украинского фронта                        | гвардии капитан            | 29.04.1919 — 05.07.1998 | [ БС 7 ] [ ГС 26 ] [ НЛ 23 ]    |
| 259   | Зино́вьев Николай Анисимович                                                   | 26.09.1944 | танкист      | помощник по технической части командира танковой роты 9-го танкового полка 19-й механизированной бригады 1-го механизированного корпуса 1-го Белорусского фронта                                                                         | техник-лейтенант           | 31.01.1922 — 30.06.1944 | [ БС 8 ] [ ГС 27 ] [ НЛ 24 ]    |
| 260   | Зино́вьев Николай Иванович                                                     | 24.12.1943 | артиллерия   | командир батареи 4-го гвардейского истребительно-противотанкового артиллерийского полка РГК в составе 38-й армии Воронежского фронта | гвардии старший лейтенант  | 06.05.1907 — 04.09.1987 | [ БС 9 ] [ ГС 28 ] [ НЛ 25 ]    |
| 261   | Зино́вьев Фёдор Иванович                                                       | 28.04.1945 | генерал      | командир 74-й стрелковой дивизии 57-й армии 3-го Украинского фронта | генерал-майор              | 05.05.1901 — 24.03.1981 | [ БС 9 ] [ ГС 29 ] [ НЛ 26 ]    |
| 262   | Зинуко́в Михаил Семёнович                                                      | 18.12.1956 | десантники   | командир роты 114-го гвардейского парашютно-десантного полка 31-й гвардейской воздушно-десантной дивизии Воздушно-десантных войск Советской Армии                                                                                        | гвардии старший лейтенант  | 28.10.1924 — 04.11.1956 | ——                              |
| 263   | Зи́нченко Александр Иванович укр. Зінченко Олександр Іванович                  | 17.10.1943 | пехота       | командир батальона 385-го стрелкового полка 112-й стрелковой дивизии 24-го стрелкового корпуса 60-й армии Центрального фронта | майор                      | 20.07.1907 — 10.11.1943 | [ БС 9 ] [ ГС 31 ] [ НЛ 27 ]    |
| 264   | Зи́нченко Алексей Родионович                                                   | 02.09.1943 | авиация      | командир эскадрильи 448-го штурмового авиационного полка 281-й штурмовой авиационной дивизии 14-й воздушной армии Волховского фронта | старший лейтенант          | 20.03.1914 — 15.10.1970 | ——                              |
| 265   | Зи́нченко Валентин Николаевич укр. Зінченко Валентин Миколайович               | 18.08.1945 | авиация      | лётчик 166-го гвардейского штурмового авиационного полка 10-й гвардейской штурмовой авиационной дивизии 17-й воздушной армии 3-го Украинского фронта                                                                                     | гвардии лейтенант          | 25.08.1923 — 08.10.1986 | [ БС 10 ] [ ГС 33 ] [ НЛ 28 ]   |
| 266   | Зи́нченко Иван Михайлович укр. Зінченко Іван Михайлович                        | 24.03.1945 | артиллерия   | командир батареи 127-го гвардейского артиллерийского полка 59-й гвардейской стрелковой дивизии 46-й армии 2-го Украинского фронта | гвардии старший лейтенант  | 23.06.1923 — 02.04.2005 | [ БС 11 ] [ ГС 34 ] [ НЛ 29 ]   |
| 267   | Зи́нченко Иван Трофимович укр. Зінченко Іван Трохимович                        | 10.01.1944 | пехота       | командир пулемётного взвода мотострелкового батальона 1-й механизированной бригады 3-го механизировнного корпуса 1-й танковой армии Воронежского фронта                                                                                  | старший сержант            | 1921 — 07.07.1943       | [ БС 11 ] [ ГС 35 ] [ НЛ 30 ]   |
| 268   | Зи́нченко Никифор Николаевич укр. Зінченко Никифор Миколайович                 | 15.05.1946 | артиллерия   | наводчик орудия 262-го отдельного истребительно-противотанкового дивизиона 151-й стрелковой дивизии 7-й гвардейской армии 2-го Украинского фронта                                                                                        | сержант                    | 10.03.1911 — 22.01.1979 | [ БС 11 ] [ ГС 36 ] [ НЛ 31 ]   |
| 269   | Зи́нченко Николай Аксёнович укр. Зінченко Микола Аксенович                     | 21.03.1940 | авиация      | младший лётчик 50-го скоростного бомбардировочного авиационного полка 18-й скоростной бомбардировочной авиационной бригады 7-й армии Северо-Западного фронта                                                                             | младший лейтенант          | 29.11.1918 — 26.02.1944 | [ БС 11 ] [ ГС 37 ] [ НЛ 32 ]   |
| 270   | Зи́нченко Сергей Филиппович укр. Зінченко Сергій Пилипович                     | 24.03.1945 | танкист      | командир танковой роты 2-го батальона 65-й танковой бригады 11-го танкового корпуса 69-й армии 1-го Белорусского фронта | лейтенант                  | 22.04.1919 — 25.05.1992 | [ БС 11 ] [ ГС 38 ] [ НЛ 33 ]   |
| 271   | Зи́нченко Фёдор Матвеевич укр. Зінченко Федір Матвійович                       | 31.05.1945 | пехота       | командир 756-го стрелкового полка 150-й стрелковой дивизии 3-й ударной армии 1-го Белорусского фронта | полковник                  | 19.09.1902 — 15.10.1991 | [ БС 11 ] [ ГС 39 ] [ НЛ 34 ]   |
| 272   | Зинько́вич Митрофан Иванович бел. Зіньковіч Мітрафан Іванавіч                  | 17.11.1943 | генерал      | командир 6-го гвардейского танкового корпуса 3-й гвардейской танковой армии Воронежского фронта | гвардии генерал-майор      | 27.06.1900 — 24.09.1943 | [ БС 11 ] [ ГС 40 ] [ НЛ 35 ]   |
| 273   | Зла́тин Ефим Израилевич                                                        | 26.10.1943 | пехота       | командир миномётного взвода 225-го гвардейского стрелкового полка 78-й гвардейской стрелковой дивизии 7-й гвардейской армии Степного фронта                                                                                              | гвардии сержант            | 20.08.1913 — 23.08.1965 | [ БС 12 ] [ ГС 41 ] [ НЛ 36 ]   |
| 274   | Зло́бин Яков Дмитриевич                                                        | 18.05.1943 | пехота       | стрелок 78-го гвардейского стрелкового полка 25-й гвардейской стрелковой дивизии 6-й армии Юго-Западного фронта | гвардии красноармеец       | 1917 — 05.03.1943       | [ БС 13 ] [ ГС 42 ] [ НЛ 37 ]   |
| 275   | Зло́тин Григорий Борисович ивр. זלוטין גריגורי בוריסוביץ‎                       | 24.03.1945 | пехота       | командир пулемётного взвода 170-го гвардейского стрелкового полка 57-й гвардейской стрелковой дивизии 4-го гвардейского стрелкового корпуса 8-й гвардейской армии 1-го Белорусского фронта                                               | гвардии лейтенант          | 23.06.1923 — 12.02.1945 | [ БС 13 ] [ ГС 43 ] [ НЛ 38 ]   |
| 276   | Злы́гостев Иван Ильич                                                          | 19.04.1945 | артиллерия   | механик-водитель самоходной артиллерийской установки СУ-76 959-го самоходного артиллерийского полка 71-го стрелкового корпуса 31-й армии 3-го Белорусского фронта                                                                        | старший сержант            | 13.09.1915 — 05.01.1945 | [ БС 13 ] [ ГС 44 ] [ НЛ 39 ]   |
| 277   | Злыде́нный Иван Дмитриевич укр. Злиденний Іван Дмитрович                       | 19.08.1944 | авиация      | старший лётчик-наблюдатель 99-го отдельного гвардейского разведывательного авиационного полка 15-й воздушной армии 2-го Прибалтийского фронта                                                                                            | гвардии старший лейтенант  | 14.04.1919 — 22.05.2017 | [ БС 13 ] [ ГС 45 ] [ НЛ 40 ]   |
| 278   | Злы́днев Василий Григорьевич                                                   | 27.06.1945 | артиллерия   | командир орудия батареи 45-мм пушек 7-го гвардейского кавалерийского полка 2-й гвардейской кавалерийской дивизии 1-го гвардейского кавалерийского корпуса 60-й армии 1-го Украинского фронта                                             | гвардии старший сержант    | 14.03.1919 — 17.10.1999 | [ БС 13 ] [ ГС 46 ] [ НЛ 41 ]   |
| 279   | Змы́сля Михаил Фёдорович укр. Змисля Михайло Федорович                         | 23.05.1945 | пехота       | командир роты 876-го стрелкового полка 276-й стрелковой дивизии 1-й гвардейской армии 4-го Украинского фронта | младший лейтенант          | 26.05.1923 — 28.01.1945 | [ БС 13 ] [ ГС 47 ] [ НЛ 42 ]   |
| 280   | Зна́менский Валериан Сергеевич                                                 | 07.05.1940 | пехота       | временно исполняющий должность командира особого лыжного отряда при разведотделе 14-й армии | капитан                    | 11.06.1903 — 04.04.1988 | [ БС 13 ] [ ГС 48 ] [ НЛ 43 ]   |
| 281   | Зна́менский Владимир Иванович                                                  | 15.05.1946 | авиация      | командир звена 187-го гвардейского штурмового авиационного полка 12-й гвардейской штурмовой авиационной дивизии 3-го гвардейского штурмового авиационного корпуса 5-й воздушной армии 2-го Украинского фронта                            | гвардии старший лейтенант  | 16.10.1923 — 16.09.1992 | [ БС 14 ] [ ГС 49 ] [ НЛ 44 ]   |
| 282   | Зозу́ля Андрей Лукьянович укр. Зозуля Андрій Лук'янович                        | 20.12.1943 | артиллерия   | наводчик орудия 196-го гвардейского артиллерийского полка 89-й гвардейской стрелковой дивизии 37-й армии Степного фронта | гвардии красноармеец       | 14.10.1923 — 02.11.1989 | [ БС 15 ] [ ГС 50 ] [ НЛ 45 ]   |
| 283   | Зозу́ля Георгий Петрович                                                       | 15.05.1946 | авиация      | старший лётчик 43-го гвардейского штурмового авиационного полка 230-й штурмовой авиационной дивизии 4-й воздушной армии 2-го Белорусского фронта                                                                                         | гвардии лейтенант          | 05.02.1920 — 05.01.1954 | [ БС 15 ] [ ГС 51 ] [ НЛ 46 ]   |
| 284   | Зозу́ля Максим Митрофанович укр. Зозуля Максим Митрофанович                    | 15.01.1944 | пехота       | помощник командира взвода 237-го гвардейского стрелкового полка 76-й гвардейской стрелковой дивизии 61-й армии Центрального фронта | гвардии старший сержант    | 28.04.1905 — 03.10.1943 | [ БС 15 ] [ ГС 52 ] [ НЛ 47 ]   |
| 285   | Зо́лин Иван Леонтьевич                                                         | 06.06.1942 | авиация      | заместитель командира эскадрильи 242-го ближнебомбардировочного авиационного полка 5-й резервной авиационной группы Южного фронта | старший лейтенант          | 20.07.1907 — 23.09.1941 | [ БС 15 ] [ ГС 53 ] [ НЛ 48 ]   |
| 286   | Зо́лкин Андрей Матвеевич                                                       | 29.06.1945 | инженер      | сапёр-подрывник 54-го гвардейского отдельного сапёрного батальона 1-го гвардейского механизированного корпуса 4-й гвардейской армии 3-го Украинского фронта                                                                              | гвардии красноармеец       | 26.11.1907 — 29.10.1991 | [ БС 15 ] [ ГС 54 ] [ НЛ 49 ]   |
| 287   | Золотарёв Алексей Антонович                                                   | 15.01.1944 | связисты     | командир отделения роты связи 29-го гвардейского стрелкового полка 12-й гвардейской стрелковой дивизии 61-й армии Центрального фронта | гвардии старший сержант    | 25.03.1917 — 04.07.1996 | [ БС 15 ] [ ГС 55 ] [ НЛ 50 ]   |
| 288   | Золотарёв Иван Фёдорович                                                      | 30.10.1943 | пехота       | заместитель командира батальона 479-го стрелкового полка 149-й стрелковой дивизии 65-й армии Центрального фронта | старший лейтенант          | 12.02.1922 — 1989       | [ БС 15 ] [ ГС 56 ] [ НЛ 51 ]   |
| 289   | Золотарёв Семён Павлович                                                      | 18.09.1943 | авиация      | штурман эскадрильи 5-го гвардейского авиационного полка 50-й авиационной дивизии 6-го авиационного корпуса авиации дальнего действия СССР                                                                                                | гвардии майор              | 04.01.1914 — 06.05.1993 | [ БС 16 ] [ ГС 57 ] [ НЛ 52 ]   |
| 290   | Золототру́бов Фёдор Игнатьевич                                                 | 10.04.1945 | артиллерия   | командир орудия 683-го артиллерийского полка 214-й стрелковой дивизии 52-й армии 1-го Украинского фронта | старший сержант            | 28.09.1918 — 23.12.1990 | [ БС 17 ] [ ГС 58 ] [ НЛ 53 ]   |
| 291   | Золоту́хин Борис Александрович укр. Золотухін Борис Олександрович              | 18.08.1945 | авиация      | командир эскадрильи 502-го штурмового авиационного полка 214-й штурмовой авиационной дивизии 15-й воздушной армии 2-го Прибалтийского фронта                                                                                             | капитан                    | 07.02.1922 — 07.05.1997 | [ БС 17 ] [ ГС 59 ] [ НЛ 54 ]   |
| 292   | Золоту́хин Михаил Афанасьевич                                                  | 03.06.1944 | пехота       | командир батальона 1038-го стрелкового полка 295-й стрелковой дивизии 28-й армии 3-го Украинского фронта | капитан                    | 13.09.1918 — 21.02.1968 | [ БС 17 ] [ ГС 60 ] [ НЛ 55 ]   |
| 293   | Зо́нов Михаил Максимович                                                       | 17.10.1943 | артиллерия   | командир батареи 1-й гвардейской пушечной артиллерийской бригады 1-й гвардейской артиллерийской дивизии прорыва РГК в составе 60-й армии Воронежского фронта                                                                             | гвардии капитан            | 02.09.1915 — 19.04.1945 | [ БС 17 ] [ ГС 61 ] [ НЛ 56 ]   |
| 294   | Зо́нов Николай Фёдорович                                                       | 20.12.1943 | инженер      | командир сапёрного взвода 1-го гвардейского отдельного воздушно-десантного сапёрного батальона 10-й гвардейской воздушно-десантной дивизии 82-го стрелкового корпуса 37-й армии Степного фронта                                          | гвардии лейтенант          | 24.09.1923 — 05.02.1944 | [ БС 17 ] [ ГС 62 ] [ НЛ 57 ]   |
| 295   | Зо́нов Пантелей Петрович                                                       | 15.01.1944 | комиссар     | заместитель по политической части командира батальона 221-го гвардейского стрелкового полка 77-й гвардейской стрелковой дивизии 61-й армии Центрального фронта                                                                           | гвардии капитан            | 30.07.1913 — 15.01.1998 | [ БС 18 ] [ ГС 63 ] [ НЛ 58 ]   |
| 296   | Зо́рге Рихард нем. Sorge Richard                                               | 05.11.1964 | ГРУ          | агент Главного разведывательного управления Генерального штаба Красной армии, разведчик-нелегал в Японии | —                          | 04.10.1895 — 07.11.1944 | ——                              |
| 297   | Зо́рин Алексей Иванович                                                        | 20.12.1943 | пехота       | командир взвода гвардейского учебного батальона 89-й гвардейской стрелковой дивизии 37-й армии Степного фронта | гвардии младший лейтенант  | 25.01.1921 — 05.10.1943 | [ БС 19 ] [ ГС 65 ] [ НЛ 59 ]   |
| 298   | Зо́рин Григорий Трофимович                                                     | 21.02.1945 | артиллерия   | командир отделения разведки дивизиона 786-го лёгкого артиллерийского полка 46-й лёгкой артиллерийской бригады 12-й артиллерийской дивизии 4-го артиллерийского корпуса прорыва РГК в составе 69-й армии 1-го Белорусского фронта         | младший сержант            | 1920 — 11.03.1976       | [ БС 19 ] [ ГС 66 ] [ НЛ 60 ]   |
| 299   | Зо́рин Иван Митрофанович (Куча Иван Митрофанович) укр. Зорін Іван Митрофанович | 24.03.1945 | артиллерия   | командир артиллерийского дивизиона 1104-го пушечного артиллерийского полка 53-й пушечной артиллерийской бригады 20-й артиллерийской дивизии 5-го артиллерийского корпуса прорыва РГК в составе войск 3-го Белорусского фронта            | капитан                    | 22.09.1919 — 30.11.2004 | [ БС 19 ] [ ГС 67 ] [ НЛ 61 ]   |
| 300   | Зо́рин Сергей Иванович                                                         | 24.03.1945 | танкист      | механик-водитель танка Т-34 3-го танкового полка 37-й механизированной бригады 1-го механизированного корпуса 2-й гвардейской танковой армии 1-го Белорусского фронта                                                                    | старшина                   | 11.09.1911 — 06.02.1954 | [ БС 19 ] [ ГС 68 ] [ НЛ 62 ]   |
| 301   | Зо́рин Сергей Петрович                                                         | 01.11.1943 | связисты     | командир отделения связи 214-го гвардейского стрелкового полка 73-й гвардейской стрелковой дивизии 7-й гвардейской армии Степного фронта                                                                                                 | гвардии сержант            | 1922 — 24.08.1943       | [ БС 19 ] [ ГС 69 ] [ НЛ 63 ]   |
| 302   | Зо́рькин Василий Петрович                                                      | 15.01.1944 | пехота       | стрелок-автоматчик роты автоматчиков 676-го стрелкового полка 15-й стрелковой дивизии 61-й армии Центрального фронта | ефрейтор                   | 12.07.1925 — 25.09.1943 | [ БС 19 ] [ ГС 70 ] [ НЛ 64 ]   |
| 303   | Зо́тов Виктор Алексеевич                                                       | 04.02.1944 | авиация      | заместитель командира эскадрильи 159-го истребительного авиационного полка 275-й истребительной авиационной дивизии 13-й воздушной армии Ленинградского фронта                                                                           | старший лейтенант          | 23.11.1919 — 26.06.1988 | [ БС 20 ] [ ГС 71 ] [ НЛ 65 ]   |
| 304   | Зо́тов Иван Семёнович                                                          | 27.02.1945 | танкист      | механик-водитель танка Т-34 66-й гвардейской танковой бригады 12-го гвардейского танкового корпуса 2-й гвардейской танковой армии 1-го Белорусского фронта                                                                               | гвардии старший сержант    | 12.01.1919 — 16.08.1982 | [ БС 21 ] [ ГС 72 ] [ НЛ 66 ]   |
| 305   | Зо́тов Матвей Иванович                                                         | 28.09.1943 | авиация      | штурман 427-го истребительного авиационного полка 294-й истребительной авиационной дивизии 4-го истребительного авиационного корпуса 2-й воздушной армии Воронежского фронта                                                             | майор                      | 29.11.1914 — 02.09.1970 | [ БС 21 ] [ ГС 73 ] [ НЛ 67 ]   |
| 306   | Зре́лов Иван Петрович                                                          | 03.06.1944 | пехота       | командир взвода автоматчиков 266-го стрелкового полка 93-й стрелковой дивизии 57-й армии 3-го Украинского фронта | лейтенант                  | 20.01.1924 — 18.04.1983 | [ БС 21 ] [ ГС 74 ] [ НЛ 68 ]   |
| 307   | Зуб Николай Антонович укр. Зуб Микола Антонович                               | 13.04.1944 | авиация      | командир 210-го штурмового авиационного полка 230-й штурмовой авиационной дивизии 4-й воздушной армии Северо-Кавказского фронта | гвардии подполковник       | 1911 — 22.07.1943       | [ БС 21 ] [ ГС 75 ] [ НЛ 69 ]   |
| 308   | Зуба́лов Феофилакт Андреевич                                                   | 20.12.1943 | пехота       | командир батальона 184-го гвардейского стрелкового полка 62-й гвардейской стрелковой дивизии 37-й армии Степного фронта | гвардии капитан            | 15.09.1915 — 10.09.1968 | [ БС 21 ] [ ГС 76 ] [ НЛ 70 ]   |
| 309   | Зу́банев Николай Иосифович укр. Зубанєв Микола Йосипович                       | 27.06.1945 | авиация      | командир 110-го гвардейского штурмового авиационного полка 6-й гвардейской штурмовой авиационной дивизии 2-го гвардейского штурмового авиационного корпуса 2-й воздушной армии 1-го Украинского фронта                                   | гвардии подполковник       | 24.12.1904 — 19.11.1984 | [ БС 21 ] [ ГС 77 ] [ НЛ 71 ]   |
| 310   | Зу́барев Александр Гордеевич укр. Зубарев Олександр Гордійович                 | 08.05.1965 | партизан     | активный участник партизанской борьбы на Украине, первый секретарь Харьковского подпольного обкома ЛКСМУ | —                          | 29.08.1916 — 15.02.1942 | ——                              |
| 311   | Зу́барев Александр Фёдорович                                                   | 26.10.1943 | артиллерия   | командир орудия 1181-го зенитного артиллерийского полка 5-й зенитной артиллерийской дивизии РГК в составе 7-й гвардейской армии Степного фронта                                                                                          | старший сержант            | 1906 — 22.11.1986       | [ БС 22 ] [ ГС 79 ] [ НЛ 72 ]   |
| 312   | Зу́барев Василий Денисович                                                     | 15.05.1946 | артиллерия   | командир взвода 1957-го отдельного истребительно-противотанкового артиллерийского полка 40-й истребительно-противотанковой артиллерийской бригады РГК в составе 3-й ударной армии 1-го Белорусского фронта                               | старший сержант            | 1921 — 29.04.1945       | [ БС 23 ] [ ГС 80 ] [ НЛ 73 ]   |
| 313   | Зу́барев Иван Фёдорович                                                        | 15.05.1946 | артиллерия   | командир орудия 911-го артиллерийского полка 340-й стрелковой дивизии 38-й армии 4-го Украинского фронта | старший сержант            | 20.06.1908 — 28.03.1996 | [ БС 23 ] [ ГС 81 ] [ НЛ 74 ]   |
| 314   | Зу́барев Михаил Степанович (Зубарев Михаил Иванович)                           | 21.03.1940 | пехота       | командир взвода 554-го стрелкового полка 138-й стрелковой дивизии 7-й армии Северо-Западного фронта | младший лейтенант          | 20.09.1920 — 09.02.1940 | [ БС 23 ] [ ГС 82 ] [ НЛ 75 ]   |
| 315   | Зубе́нко Иван Петрович                                                         | 31.05.1945 | пехота       | пулемётчик 37-го гвардейского стрелкового полка 12-й гвардейской стрелковой дивизии 61-й армии 1-го Белорусского фронта | гвардии красноармеец       | 1926 — 20.10.1965       | [ БС 23 ] [ ГС 83 ] [ НЛ 76 ]   |
| 316   | Зубе́нко Павел Васильевич укр. Зубенко Павло Васильович                        | 24.03.1945 | артиллерия   | командир миномётного взвода 220-го гвардейского стрелкового полка 79-й гвардейской стрелковой дивизии 8-й гвардейской армии 1-го Белорусского фронта                                                                                     | гвардии младший лейтенант  | 27.03.1921 — 18.10.1972 | [ БС 23 ] [ ГС 84 ] [ НЛ 77 ]   |
| 317   | Зубко́ Пётр Наумович укр. Зубко Петро Наумович                                 | 02.08.1944 | авиация      | командир эскадрильи 951-го штурмового авиационного полка 306-й штурмовой авиационной дивизии 9-го смешанного авиационного корпуса 17-й воздушной армии 3-го Украинского фронта                                                           | капитан                    | 16.09.1916 — 20.08.1944 | [ БС 23 ] [ ГС 85 ] [ НЛ 78 ]   |
| 318   | Зубко́в Александр Владимирович                                                 | 17.10.1943 | медики       | командир взвода санитаров-носильщиков 383-го стрелкового полка 121-й стрелковой дивизии 60-й армии Центрального фронта | старшина                   | 1913 — 13.03.1945       | [ БС 23 ] [ ГС 86 ] [ НЛ 79 ]   |
| 319   | Зубко́в Иван Сидорович укр. Зубков Іван Сидорович                              | 23.09.1944 | пехота       | командир моторизированного батальона автоматчиков 51-й гвардейской танковой бригады 6-го гвардейского танкового корпуса 3-й гвардейской танковой армии 1-го Украинского фронта                                                           | гвардии майор              | 15.09.1914 — 12.01.1992 | [ БС 24 ] [ ГС 87 ] [ НЛ 80 ]   |
| 320   | Зубко́ва Антонина Леонтьевна                                                   | 18.08.1945 | авиация      | штурман эскадрильи 125-го гвардейского бомбардировочного авиационного полка 4-й гвардейской бомбардировочной авиационной дивизии 5-го гвардейского бомбардировочного авиационного корпуса 3-й воздушной армии 1-го Прибалтийского фронта | гвардии старший лейтенант  | 12.10.1920 — 13.11.1950 | [ БС 25 ] [ ГС 88 ] [ НЛ 81 ]   |
| 321   | Зу́бов Григорий Никитович                                                      | 13.09.1944 | танкист      | механик-водитель танка Т-34 277-го танкового батальона 31-й танковой бригады 29-го танкового корпуса 5-й гвардейской танковой армии 2-го Украинского фронта                                                                              | старший сержант            | 07.01.1910 — 03.07.1944 | [ БС 25 ] [ ГС 89 ] [ НЛ 82 ]   |
| 322   | Зу́бов Леонид Дмитриевич                                                       | 29.06.1945 | инженер      | командир отделения 172-го отдельного сапёрного батальона 108-й стрелковой дивизии 65-й армии 2-го Белорусского фронта | старший сержант            | 01.01.1917 — 24.09.1992 | [ БС 25 ] [ ГС 90 ] [ НЛ 83 ]   |
| 323   | Зу́бов Пётр Иванович латыш. Zubovs Pjotrs                                      | 29.06.1945 | генерал      | командир 322-й стрелковой дивизии 60-й армии 1-го Украинского фронта | гвардии генерал-майор      | 04.06.1901 — 17.11.1957 | [ БС 25 ] [ ГС 91 ] [ НЛ 84 ]   |
| 324   | Зубо́вич Константин Михайлович бел. Зубовіч Канстанцін Міхайлавіч              | 24.03.1945 | пехота       | стрелок 1-го стрелкового полка 99-й стрелковой дивизии 46-й армии 2-го Украинского фронта | красноармеец               | 1901 — 28.12.1944       | [ БС 25 ] [ ГС 92 ] [ НЛ 85 ]   |
| 325   | Зуди́лов Василий Фёдорович                                                     | 02.08.1944 | авиация      | командир эскадрильи 809-го штурмового авиационного полка 264-й штурмовой авиационной дивизии 5-го штурмового авиационного корпуса 2-й воздушной армии Воронежского фронта                                                                | майор                      | 29.12.1917 — 03.12.1992 | [ БС 26 ] [ ГС 93 ] [ НЛ 86 ]   |
| 326   | Зуди́лов Иван Сергеевич                                                        | 05.05.1942 | авиация      | командир звена 163-го истребительного авиационного полка 7-й смешанной авиационной дивизии Калининского фронта | младший лейтенант          | 08.06.1919 — 07.10.1980 | [ БС 27 ] [ ГС 94 ] [ НЛ 87 ]   |
| 327   | Зудло́в Сергей Анфиногенович                                                   | 15.01.1944 | кавалерия    | командир взвода разведки 57-го гвардейского кавалерийского полка 15-й гвардейской кавалерийской дивизии 7-го гвардейского кавалерийского корпуса 61-й армии Центрального фронта                                                          | гвардии младший лейтенант  | 1919 — 21.09.1943       | [ БС 27 ] [ ГС 95 ] [ НЛ 88 ]   |
| 328   | Зу́дов Вячеслав Дмитриевич                                                     | 05.11.1976 | космонавт    | командир космического корабля «Союз-23» | полковник                  | 08.01.1942 — 12.06.2024 | ——                              |
| 329   | Зу́ев Алексей Алексеевич                                                       | 24.03.1945 | пехота       | пулемётчик 108-й танковой бригады 9-го танкового корпуса 33-й армии 1-го Белорусского фронта | красноармеец               | 1914 — 18.03.1948       | [ БС 27 ] [ ГС 97 ] [ НЛ 89 ]   |
| 330   | Зу́ев Алексей Михайлович                                                       | 27.07.1944 | комиссар     | комсорг батальона 353-го стрелкового полка 47-й стрелковой дивизии 6-й гвардейской армии 1-го Прибалтийского фронта | лейтенант                  | 29.08.1922 — 16.11.1952 | [ БС 27 ] [ ГС 98 ] [ НЛ 90 ]   |
| 331   | Зу́ев Гавриил Прокофьевич (Зуев Гаврил Прокофьевич)                            | 01.05.1943 | авиация      | заместитель командира и штурман эскадрильи 427-го истребительного авиационного полка 292-й штурмовой авиационной дивизии 1-го штурмового авиационного корпуса 3-й воздушной армии Калининского фронта                                    | капитан                    | 17.04.1907 — 04.03.1974 | [ БС 27 ] [ ГС 99 ] [ НЛ 91 ]   |
| 332   | Зу́ев Иван Дмитриевич                                                          | 24.12.1943 | артиллерия   | начальник артиллерии 479-го стрелкового полка 149-й стрелковой дивизии 65-й армии Центрального фронта | майор                      | 09.09.1912 — 17.10.1943 | [ БС 27 ] [ ГС 100 ] [ НЛ 92 ]  |
| 333   | Зу́ев Иван Фадеевич                                                            | 30.10.1943 | инженер      | командир отделения сапёрного взвода 586-го стрелкового полка 149-й стрелковой дивизии 65-й армии Центрального фронта | старший сержант            | 24.01.1908 — 26.11.1977 | [ БС 27 ] [ ГС 101 ] [ НЛ 93 ]  |
| 334   | Зу́ев Кузьма Андреевич                                                         | 07.08.1943 | артиллерия   | командир орудия 1019-го стрелкового полка 307-й стрелковой дивизии 13-й армии Центрального фронта | ефрейтор                   | 22.10.1914 — 15.01.1978 | [ БС 28 ] [ ГС 102 ] [ НЛ 94 ]  |
| 335   | Зу́ев Михаил Александрович                                                     | 04.02.1944 | авиация      | командир эскадрильи 73-го гвардейского истребительного авиационного полка 6-й гвардейской истребительной авиационной дивизии 8-й воздушной армии Южного фронта                                                                           | гвардии капитан            | 18.06.1918 — 14.05.1981 | [ БС 29 ] [ ГС 103 ] [ НЛ 95 ]  |
| 336   | Зу́ев Николай Николаевич                                                       | 17.10.1943 | пехота       | командир пулемётного взвода 524-го стрелкового полка 112-й стрелковой дивизии 60-й армии Центрального фронта | младший лейтенант          | 27.11.1910 — 21.01.1990 | [ БС 29 ] [ ГС 104 ] [ НЛ 96 ]  |
| 337   | Зуе́нко Иван Семёнович укр. Зуєнко Іван Семенович                              | 15.05.1946 | авиация      | штурман эскадрильи 108-го бомбардировочного авиационного полка 36-й бомбардировочной авиационной дивизии 1-го гвардейского бомбардировочного авиационного корпуса 18-й воздушной армии                                                   | капитан                    | 15.02.1922 — 09.11.1992 | [ БС 29 ] [ ГС 105 ] [ НЛ 97 ]  |
| 338   | Зуйко́в Алексей Васильевич                                                     | 24.03.1945 | комиссар     | заместитель по политической части командира батальона 875-го стрелкового полка 158-й стрелковой дивизии 43-й армии 1-го Прибалтийского фронта                                                                                            | старший лейтенант          | 15.02.1916 — 05.04.1977 | [ БС 29 ] [ ГС 106 ] [ НЛ 98 ]  |
| 339   | Зумбули́дзе Борис Захарович груз. ზუმბულიძე ბაგრატ                             | 29.06.1945 | авиация      | командир 406-го ночного бомбардировочного авиационного полка 2-й гвардейской армии 3-го Белорусского фронта | подполковник               | 07.06.1905 — 07.09.2000 | [ БС 29 ] [ ГС 107 ] [ НЛ 99 ]  |
| 340   | Зы́бин Иван Фёдорович                                                          | 10.03.1944 | пехота       | стрелок мотострелкового батальона 67-й механизированной бригады 8-го механизированного корпуса 5-й гвардейской танковой армии 2-го Украинского фронта                                                                                    | красноармеец               | 24.10.1925 — 17.06.1997 | [ БС 29 ] [ ГС 108 ] [ НЛ 100 ] |
| 341   | Зы́кин Филипп Трофимович                                                       | 31.05.1945 | артиллерия   | командир орудия 282-го гвардейского истребительно-противотанкового артиллерийского полка 3-й гвардейской истребительной противотанковой артиллерийской бригады РГК в составе 2-й гвардейской танковой армии 1-го Белорусского фронта     | гвардии старший сержант    | 04.03.1915 — 10.11.1961 | [ БС 30 ] [ ГС 109 ] [ НЛ 101 ] |
| 342   | Зы́ков Николай Никитович                                                       | 10.01.1944 | инженер      | командир роты 132-го отдельного сапёрного батальона 38-й стрелковой дивизии 40-й армии Воронежского фронта | лейтенант                  | 14.04.1915 — 06.03.1968 | [ БС 31 ] [ ГС 110 ] [ НЛ 102 ] |
| 343   | Зы́ков Юрий Николаевич                                                         | 01.07.1944 | авиация      | заместитель командира эскадрильи 59-го гвардейского штурмового авиационного полка 2-й гвардейской штурмовой авиационной дивизии 16-й воздушной армии Белорусского фронта                                                                 | гвардии старший лейтенант  | 15.11.1922 — 21.02.1944 | [ БС 31 ] [ ГС 111 ] [ НЛ 103 ] |
| 344   | Зыль Василий Константинович бел. Зыль Васіль Канстанцінавіч                   | 10.04.1945 | артиллерия   | командир 299-го гвардейского миномётного полка 10-го гвардейского танкового корпуса 4-й танковой армии 1-го Украинского фронта | гвардии подполковник       | 10.03.1902 — 04.12.1973 | [ БС 31 ] [ ГС 112 ] [ НЛ 104 ] |
| 345   | Зю́бин Павел Петрович                                                          | 22.07.1944 | артиллерия   | командир 193-го гвардейского артиллерийского полка 90-й гвардейской стрелковой дивизии 6-й гвардейской армии 1-го Прибалтийского фронта                                                                                                  | гвардии майор              | 03.11.1910 — 24.06.1944 | [ БС 31 ] [ ГС 113 ] [ НЛ 105 ] |
| 346   | Зю́зин Василий Иванович                                                        | 31.05.1945 | артиллерия   | командир артиллерийской батареи 446-го стрелкового полка 397-й стрелковой дивизии 61-й армии 1-го Белорусского фронта | капитан                    | 29.03.1923 — 19.06.1994 | [ БС 31 ] [ ГС 114 ] [ НЛ 106 ] |
| 347   | Зю́зин Дмитрий Васильевич                                                      | 16.05.1944 | авиация      | заместитель командира эскадрильи 11-го гвардейского истребительного авиационного полка 1-й минно-торпедной авиационной дивизии ВВС Черноморского флота                                                                                   | гвардии старший лейтенант  | 01.11.1921 — 12.07.1976 | [ БС 31 ] [ ГС 115 ] [ НЛ 107 ] |
| 348   | Зю́зин Пётр Дмитриевич                                                         | 02.11.1944 | авиация      | штурман эскадрильи 29-го гвардейского истребительного авиационного полка 324-й истребительной авиационной дивизии 7-й воздушной армии Карельского фронта                                                                                 | гвардии лейтенант          | 24.07.1922 — 15.04.1999 | [ БС 32 ] [ ГС 116 ] [ НЛ 108 ] |
| 349   | Зю́зин Сергей Дмитриевич                                                       | 05.11.1944 | морской флот | командир 2-го гвардейского дивизиона катеров морских охотников бригады сторожевых кораблей Охраны водного района главной базы Северного флота                                                                                            | гвардии капитан 3-го ранга | 17.09.1911 — 13.09.1994 | [ БС 33 ] [ ГС 117 ] [ НЛ 109 ] |
| 350   | Зюзь Иван Иванович укр. Зюзь Іван Іванович                                    | 16.05.1944 | пехота       | пулемётчик 665-го стрелкового полка 216-й стрелковой дивизии 51-й армии 4-го Украинского фронта | красноармеец               | 1925 — 23.03.1944       | [ БС 33 ] [ ГС 118 ] [ НЛ 110 ] |
| 351   | Зюлько́в Пётр Маркович                                                         | 22.08.1944 | артиллерия   | командир взвода управления батареи 544-го миномётного полка РГК в составе 49-й армии 2-го Белорусского фронта | лейтенант                  | 11.01.1924 — 27.06.1944 | [ БС 33 ] [ ГС 119 ] [ НЛ 111 ] |
| 352   | Зюлько́вский Василий Афанасьевич укр. Зюльківський Василь Опанасович           | 24.03.1945 | инженер      | командир 341-го отдельного сапёрного батальона 233-й стрелковой дивизии 57-й армии 3-го Украинского фронта | гвардии капитан            | 14.01.1913 — 09.07.1966 | [ БС 33 ] [ ГС 120 ] [ НЛ 112 ] |

| Навигационная таблица | Навигационная таблица                     |
| --------------------- | ----------------------------------------- |
| «З»                   | Забагонский Семён — Западинский Александр |
| «З»                   | Запорожан Игорь — Зенковский Аркадий      |
| «З»                   | Зенцов Владимир — Зюльковский Василий     |